# Jumpin' Jack Flash
Jumpin' Jack Flash è una canzone del gruppo musicale britannico Rolling Stones, composta da Mick Jagger e Keith Richards, pubblicata nel 1968 su disco singolo a 45 giri, riportante sulla facciata B la canzone Child of the Moon. Il mensile musicale Rolling Stone ha classificato il brano al 125º posto nella lista delle 500 migliori canzoni di sempre.

## Il brano
Il pezzo fu visto come un ritorno della band alle proprie radici blues dopo la pubblicazione dell'album Their Satanic Majesties Request; raggiunse il primo posto in classifica in UK e il terzo negli USA. La canzone venne registrata durante la sessione in studio del successivo album Beggars Banquet anche se poi il brano non fu incluso nel disco. Per la cadenza plagale utilizzata nel brano, Mick Jagger ha dichiarato di essersi ispirato ad alcune composizioni di Lou Reed, come Heroin o Venus in Furs. La canzone è tra le più popolari del gruppo, infatti viene suonata regolarmente a ogni concerto e, nonostante apparve solo come singolo, fu inclusa in molte raccolte, come Through the Past, Darkly (Big Hits Vol.2), Hot Rocks e Forty Licks.

### Composizione e registrazione
Keith Richards affermò che a lui e a Mick venne l'ispirazione mentre stavano nella casa di campagna di Keith. La registrazione cominciò durante le sessioni di Beggars Banquet, anche se non fu inclusa in quell'album. Per ottenere il suono che la distingue, Keith accordò la chitarra in Re e usò un capotasto. Nella sua autobiografia, Stone Alone, Bill Wyman scrisse di aver inventato il riff principale lui stesso con l'organo, e che non gli fu dato nessun riconoscimento. Secondo il libro Keith Richards: The Biography by Victor Bockris, la strofa: «I was born in a crossfire hurricane», venne scritta da Richards, e si riferisce alla sua stessa nascita nel 1943 durante un bombardamento aereo tedesco a Dartford, Inghilterra, durante la seconda guerra mondiale.

### Pubblicazione e accoglienza
La canzone uscì in Gran Bretagna il 24 maggio 1968 e negli USA il primo giugno, con Child of the Moon come lato B. Raggiunse il 1º posto delle classifiche inglesi ed arrivò al numero 3 in America. Il primo album in cui apparve fu la raccolta di successi Through the Past, Darkly (Big Hits Vol.2).
I Rolling Stones hanno eseguito puntualmente Jumpin' Jack Flash in ogni loro tour. Versioni live sono presenti negli album Get Yer Ya-Ya's Out!, Love You Live, Flashpoint e The Rolling Stones Rock and Roll Circus (unica registrazione dal vivo ufficiale in cui è presente anche Brian Jones). La canzone si trova anche su film come The Stones in the Park, Ladies and Gentlemen: The Rolling Stones e Shine a Light. Di solito nei concerti non viene suonata l'intro, ma si comincia direttamente con il riff.

### Uso nei film
Il titolo della canzone fu usato per il film di Penny Marshall Jumpin' Jack Flash, e nella colonna sonora del film furono incluse sia la versione originale degli Stones del brano, sia una cover dello stesso ad opera di Aretha Franklin. Il brano è presente anche nei film Mean Streets di Martin Scorsese, I Love Radio Rock di Richard Curtis e Paura e delirio a Las Vegas di Terry Gilliam.

## Cover
- Thelma Houston nel 1969 sull'album Sunshower.
- Leon Russell eseguì il brano in un medley con altri brani nel corso del The Concert for Bangladesh al Madison Square Garden del 1971.
- Aretha Franklin nella colonna sonora del film del 1986 Jumpin' Jack Flash con protagonista Whoopi Goldberg.
- Tina Turner incluse la sua versione della canzone nel corso del tour del 2008–2009 "Tina!: 50th Anniversary Tour", insieme ad altre canzoni dei Rolling Stones.
- Peter Frampton pubblicò una versione del brano nel suo primo album Wind of Change, ed anche nel suo celebre album dal vivo del 1976 Frampton Comes Alive!.
- Johnny Winter suonò la canzone durante l'Old Grey Whistle Test del 1974. L'esibizione circola su numerosi bootleg. Un'altra versione di Jumpin' Jack Flash è inclusa nell'album del 1971 Live Johnny Winter and.
- I Motörhead nel disco del 1993 Bastards (e successivamente nella raccolta del 2017 Under Cöver).
- I Guns N' Roses su demo nel 1987.
- I Cinderella pubblicarono una versione live del brano come B-side del loro singolo Gypsy Road.
- I Vains of Jenna sull'EP del 2005, Baby's Got a Secret.
- Billy Joel eseguì la canzone nel corso del Mar y Sol Festival il 2 aprile 1972.
- I Giant Sand sull'album tributo del 2011 Paint It Black: An Alt Country Tribute to The Rolling Stones.
- Il cast della serie televisiva Glee ha realizzato una cover della canzone mischiata con Moves Like Jagger dei Maroon 5, che ha raggiunto la posizione 62 della classifica statunitense.
- Alex Harvey nell'album del 1969 Roman Wall Blues.
- Wynder K. Frog con una versione strumentale in Out From The Frying Pain del 1968.
- Vasco Rossi ha riproposto una cover di Jumpin' Jack Flash, nel corso degli anni '80, in diversi concerti.
- Liam Gallagher e John Squire hanno eseguito una cover del brano nel tour dell'album Liam Gallagher John Squire nel 2024.
- The Struts feat Måneskin Roma, 26/05/2019 [3]

## Formazione
- Mick Jagger - voce solista, maracas
- Keith Richards - chitarra elettrica, chitarra acustica, basso, tom basso
- Brian Jones - chitarra elettrica
- Charlie Watts - batteria, batteria portatile (?)
- Bill Wyman - organo elettrico
- Jimmy Miller - voce di sottofondo
- Ian Stewart - pianoforte